# ياسين جبور
ياسين جبور (بالفرنسية: Yassine Jebbour)‏ وهو لاعب كرة قدم فرنسي مغربي ولد في يوم 24 يناير 1991 في مدينة بواتييه في بواتو شارنت في فرنسا، يلعب حالياً مع نادي مونبلييه وسبق له اللعب مع نادي نانسي ونادي رين وباريس سان جيرمان ولعب مع منتخب المغرب لكرة القدم ويبلغ طوله 180 سم.

## روابط خارجية
- ياسين جبور على موقع الاتحاد الدولي (مؤرشف)  (الإنجليزية)
- ياسين جبور على موقع الاتحاد الأوربي (الإنجليزية)
- ياسين جبور على موقع رابطة كرة القدم الفرنسية للمحترفين (الإنجليزية)
- ياسين جبور على موقع قاعدة بيانات كرة القدم.إي يو (الإنجليزية)
- ياسين جبور على موقع ليكيب (الفرنسية)
- ياسين جبور على موقع ناشيونال فوتبول تيمز (الإنجليزية)
- ياسين جبور على موقع Soccerway.com (الإنجليزية)
- ياسين جبور على موقع عالم كرة القدم.نت (الإنجليزية)
- ياسين جبور على موقع أوليمبيديا (الإنجليزية)
- ياسين جبور على موقع AS.com (الإسبانية)